# Cueva de Ágreda
Cueva de Ágreda és un municipi de la província de Sòria, a la comunitat autònoma de Castella i Lleó. Està situat als peus de la serra del Moncayo.